# Emma Nordin
Emma Elisabeth Nordin, född 22 mars 1991 i Örnsköldsvik, är en svensk före detta ishockeyforward som sist spelade i Luleå HF/MSSK i Svenska Damhockeyligan. Nordins moderklubb är Modo Hockey, där hon spelade i Division 1 och var med när laget spelade sig upp i högsta serien 2007 och vann SM-guld 2012. Sedan 2015 spelade hon med Luleå och har vunnit SM tre gånger med dem. Nordin har dessutom ett mästerskapsguld efter att ha spelat en kort tid med det det kinesiska laget KRS Vanke Rays i ryska Zjenskaja Hokkejnaja Liga.
Med Sveriges damlandslag spelade Nordin 259 landskamper, varav 22 i OS och 28 i VM.

## Meriter
- Junior-VM 2008: 4:a
- VM 2008: 5:a, Harbin, Kina
- Junior-VM 2009: 3:a
- VM 2009: 4:a, Tavastehus, Finland
- OS i Vancouver 2010: 4:a
- VM 2011: 5:a, Zürich, Schweiz
- SM-guld 2012 med Modo Hockey
- OS i Sotji 2014: 4:a
- VM 2015: 5:a, Malmö, Sverige
- Luleå HF/MSSK SM-guld

## Klubbar
- Modo Hockey, -2015
- Luleå HF/MSSK, 2015-